# Beşiktaş JK (koszykówka mężczyzn)
Beşiktaş, oficjalnie Beşiktaş Jimnastik Kulübü – profesjonalna sekcja koszykarska, tureckiego klubu sportwego Beşiktaş JK, z siedzibą w Stambule. Występuje w Türkiye Basketbol Lig. Klub gra swoje mecze na  Akatlar Sports Hall. Sekcja powstała w 1933. W 1975 klub zdobył mistrzostwo Turcji.

## Historia
Historia sekcji koszykarskiej rozpoczęła się w roku 1933, jednak sekcja upadła w1936. Następnie wznowiono ją po raz kolejny w 1940 roku. Od tego czasu Beşiktaş, spędził prawie wszystkie sezony w pierwszej lidze tureckiej, z wyjątkiem sezonu 1988/89, ze względu na ich spadku do drugiej ligi tureckiej po sezonie 1987/88.
W październiku 2010 roku, Beşiktaş ogłosił największy transfer w historii sekcji koszykówki. Klub podpisał kontrakt z byłą gwiazdą NBA Allenem Iversonem.

## Kadra
Skład aktualny na 10 lutego 2011
| numer | pozycja | narodowość        | Imię i nazwisko    | wzrost | waga   | poprzedni zespół         | wiek    |
| ----- | ------- | ----------------- | ------------------ | ------ | ------ | ------------------------ | ------- |
| –     | PG      | Stany Zjednoczone | Kevin Foster       | 188 cm | 86 kg  | Santa Clara Broncos      | 26 lat  |
| 4     | PF      | Stany Zjednoczone | Bradley Buckman    | 183 cm | 77 kg  | Artland Dragons          | 37 lat  |
| 5     | SG      | Turcja            | Muratcan Güler     | 190 cm | 84 kg  | Galatasaray Medical Park | 32 lata |
| 6     | PF      | Chorwacja         | Tomislav Ruzic     | 210 cm | 118 kg | Tofaş SK                 | 30 lat  |
| 9     | PF      | Turcja            | Gökhan Şirin       | 200 cm | 95 kg  | Anadolu Efes             | 34 lata |
| 10    | SF      | Turcja            | Caner Topaloğlu    | 198 cm | 91 kg  | Karşıyaka                | 32 lata |
| 11    | PG      | Turcja            | Mehmet Yağmur      | 185 cm | 89 kg  | Olin Edirne              | 33 lata |
| 12    | C       | Stany Zjednoczone | Colton Iverson     | 211 cm | 120 kg | Boston Celtics           | 35 lat  |
| 15    | SF      | Australia         | Ryan Broekhoff     | 198 cm | 94 kg  | Valparaiso Crusaders     | 24 lata |
| 21    | SG      | Turcja            | Mehmet Ali Yatağan | 207 cm | 102 kg | Beşiktaş JK              | 30 lat  |
| 32    | PG      | Turcja            | Kartal Özmızrak    | 188 cm | 79 kg  | Beşiktaş JK              | 32 lata |
| 41    | SG      | Turcja            | Doğukan Şanlı      | 205 cm | 109 kg | Beşiktaş JK              | 28 lat  |

### Wykres
| Poz. | Start          | Ławka           | Ławka              | Poza składem |
| ---- | -------------- | --------------- | ------------------ | ------------ |
| C    | Colton Iverson | –               | –                  |              |
| PF   | Tomislav Ruzic | Bradley Buckman | Gökhan Şirin       |              |
| SF   | Ryan Broekhoff | Caner Topaloğlu | Doğukan Şanlı      |              |
| SG   | Kevin Foster   | Muratcan Güler  | Mehmet Ali Yatağan |              |
| PG   | –              | Mehmet Yağmur   | Kartal Özmızrak    |              |

## Osiągnięcia

### Krajowe
- Liga Turecka:
  - Zwycięstwo (1): 1975, 2012

- - Finał (1): 2005
- Puchar Turcji:

- - Zwycięstwo (1): 2012
  - Finał (1): 1986

- Puchar Prezydenta (koszykówka)
  - Zwycięstwo (1): 2012

### Międzynarodowe
- Eurocup:
  - ćwierćfinał (1): 2008

- FIBA Europe League:
  - Zwycięstwo (1): 2012
  - ćwierćfinał (1): 2005

- Korać Cup:
  - ćwierćfinał (1): 1999